# Вінтерслаг (футбольний клуб)
«Вінтерслаг» (нід. KFC Winterslag) — бельгійський футбольний клуб із міста Генка, заснований 1923 року. 1988 року об'єднався із іншим генкським клубом «Тор Ватерсхей», створивши команду «Генк». З 1974 по 1988 року з перервами провів 9 сезонів у вищому дивізіоні країни. Домашнім стадіоном клубу був стадіон «Нордлан», що вміщав більше 18 тисяч глядачів. 2004 року його було знесено.

## Історія
Футбольний клуб «Вінтерслаг» був заснований в 1923 році, і в цьому ж році команда стала членом бельгійської Футбольної асоціації. Клуб став 322 зареєстрованою командою в Бельгії, отримавши цей порядковий номер. У 1957 році клубу отримав почесне звання «Королівський». Команда виступала у нижчих бельгійських лігах, у 1947—1950 роках навіть виступала у другому дивізіоні, але згодом почала понижуватись у класі і сезон 1960/61 провела у п'ятому за рівнем дивізіоні країни.
У 1972 році клуб повернувся до другого бельгійського дивізіону, де 1974 року посів 5 місце. Цей результат дозволив команді в сезоні 1974/75 вперше у своїй історії зіграти у вищому дивізіоні Бельгії, завдяки тому що цей дивізіон отримав професіональний статус і був розширений з 16 команд до 20. Клуб невдало виступив у сезоні 1974/1975 і посів останнє місце в чемпіонаті. Вилетівши до другого дивізіону, команда відразу ж посіла перше місце і через рік повернулася до елітного дивізіону в 1976 році. Повернувшись, «Вінтерслаг» у чемпіонаті Бельгії сезону 1976/77 посів 11 місце.
У другій половині 1970-х років команда перебувала в середині турнірної таблиці, а 1981 році здобула свій найкращий результат в історії, посівши п'яте місце. Він дозволив команді єдиний раз у історії зіграти в єврокубках — у Кубку УЄФА 1981/82 «Вінтерслаг» пройшов норвезький «Брюне», а потім легендарний лондонський «Арсенал», але в третьому раунді вилетів від шотландського «Данді Юнайтеда».
1983 року, посівши останнє 18 місце, клуб знову покинув вищий дивізіон Бельгії. Після проведених чотирьох сезонів у другому дивізіоні «Вінтерслаг» в 1987 році повернувся в перший дивізіон і в сезоні 1987/88 посів рятівне 15 місце, зберігши прописку в еліті. Після закінчення сезону «Вінтерслаг» об'єднався з клубом «Тор Ватерсхей», який з 1986 року виступав у другому дивізіоні, створивши нову команду «Генк».

## Виступи в єврокубках
| Сезон   | Турнір     | Раунд | Суперник           | Загальний рахунок | 1 матч  | 2 матч  |
| ------- | ---------- | ----- | ------------------ | ----------------- | ------- | ------- |
| 1981/82 | Кубок УЄФА | 1Р    | «Брюне»            | 3-2               | 2-0 (г) | 1-2 (д) |
| 1981/82 | Кубок УЄФА | 2Р    | «Арсенал» (Лондон) | 2-2 в.г.          | 1-0 (д) | 1-2 (г) |
| 1981/82 | Кубок УЄФА | 1/8   | «Данді Юнайтед»    | 0-5               | 0-0 (д) | 0-5 (г) |

## Гравці
- Йоган Девріндт
- Люк Ніліс
- Робер Васеж